# Buprestis langii
Buprestis langii es una especie de escarabajo del género Buprestis, familia Buprestidae. Fue descrita por Mannerheim en 1843.
La larva se alimenta del abeto Pseudotsuga menziesii (Pinaceae). Habita el oeste de América del Norte.